# Hog Cay, Bahamas
Hog Cay är en ö i Bahamas.   Den ligger i distriktet Long Island, i den sydöstra delen av landet, 260 km sydost om huvudstaden Nassau. Arean är 1,5 kvadratkilometer.
Terrängen på Hog Cay är mycket platt. Öns högsta punkt är 7 meter över havet. Den sträcker sig 2,2 kilometer i nord-sydlig riktning, och 1,4 kilometer i öst-västlig riktning.
Runt Hog Cay är det mycket glesbefolkat, med 4 invånare per kvadratkilometer.